# Vermeidbarkeitstheorie
Die Vermeidbarkeitstheorie ist eine strafrechtliche Theorie zur objektiven Zurechnung bei Fahrlässigkeitsdelikten.
Nach der vom Bundesgerichtshof vertretenen Vermeidbarkeitstheorie kann einem Angeklagten der tatbestandliche Erfolg, etwa der Tod des Opfers nicht zugerechnet werden, wenn dieser Erfolg auch bei pflichtgemäßem Verhalten eingetreten wäre. Zum Nachweis reichen konkrete Umstände, die es für möglich erscheinen lassen, dass der Erfolg trotzdem eingetreten wäre. Der Täter bleibt demnach straflos, wenn er die Möglichkeit glaubhaft darlegt, dass der Erfolg auch bei pflichtgemäßen Verhalten unvermeidbar gewesen wäre. Dieses Ergebnis folgt aus dem Grundsatz In dubio pro reo.
Da sich die Möglichkeit des Ausbleibens des Erfolges bei pflichtgemäßem Verhalten allzu oft nicht ausschließen lasse, verlangt die Risikoerhöhungslehre den Beweis, dass der Erfolg bei pflichtgemäßem Verhalten mit Sicherheit nicht eingetreten wäre. Schließlich habe der Täter durch sein pflichtwidriges Verhalten das Risiko für den Eintritt des tatbestandsmäßigen Erfolgs erhöht.